# Театр теней (цикл)
«Театр теней» — серия из трёх книг Кира Булычёва: «Старый год», «Вид на битву с высоты», «Операция „Гадюка“», в которых описываются приключения героев в некоем параллельном, «теневом» мире, существующем бок о бок с нашим, обычным. Этот мир очень похож на наш, но практически безлюден. При определённых обстоятельствах люди отсюда могут попадать туда и жить там. Кто-то просто живёт, а кто-то тут же находит способ превратить параллельный мир в источник обогащения и удовлетворения жажды власти. Герои, общие с циклом «Институт экспертизы», пытаются исследовать этот мир. Главный герой Георгий Алексеевич (Гарик) Гагарин — археолог, по происхождению инопланетянин-подкидыш — найденный 12 апреля в лесу. Исследование этого мира учёными не нравится его правителям и их реакция не заставит себя ждать.

## Содержание цикла
- «Вид на битву с высоты» (1998)
- «Старый год» (1998)

- «Со старым годом!» (1991)
- «Мир без времени» (1997)

- «Операция „Гадюка“» (2000)

Части произведений «Со старым годом!» и «Мир без времени» издавались как отдельные произведения.

## Произведения цикла

### «Вид на битву с высоты»
Землянин инопланетного происхождения Гарик Гагарин стал сотрудником института Экспертизы. Этот институт занимается изучением необъяснимых явлений и людей со сверхъестественными способностями. Гарик владеет левитацией и даром внушения. В небольших городах стали пропадать целые группы мужчин, прошедших службу в «горячих точках». Все они были одинокими и состояли в ветеранских организациях. Гарика направили раскрыть тайну их исчезновения в город Меховск.
В первую главу в переработанном виде вошел рассказ «Выбор» (1971).

### «Старый год»
Его сюжет основан на допущении существования рядом с нашим иного мира, где время остановилось, и потому там не существует смерти.
Юные герои, Егор и Люся, попадают туда тем же сказочным образом, как и прочие его обитатели, — не пожелав перейти в новый год вместе со всеми остальными обитателями нашей Земли. Они переживают невероятные приключения в империи Киевского вокзала и чудом вырываются обратно, воспользовавшись секретным проходом между мирами. К расследованию жизни того мира подключается Институт экспертизы и главные герой первого романа «Вид на битву с высоты» Гарик Гагарин. Он много узнает о мире мертвого времени и благополучно возвращается в лабораторию.
Зато Егор и Люся, попавшие в тот мир вторично, вынуждены в нём остаться.

#### «Со старым годом!»
Мальчик, попавший в сложную ситуацию перед Новым годом, послушавшись мимолетной слабости решил отстраниться от всего мира и остаться в Старом, таком неудачном, году!
Написана в 1976 году, первая глава романа «Старого года» и соответственно «Мира без времени»

#### «Мир без времени»
Его сюжет романа «Мир без времени», впоследствии превратившимся в роман «Старый год», основан на допущении существования рядом с нашим иного мира, где время остановилось, и потому там не существует смерти. Юные герои, Егор и Люся, попадают туда тем же сказочным образом, как и прочие его обитатели, — не пожелав перейти в новый год вместе со всеми остальными обитателями нашей Земли. Они переживают невероятные приключения в империи Киевского вокзала и чудом вырываются обратно, воспользовавшись секретным проходом между мирами.

### «Операция „Гадюка“»
В мир без времени попадает верный соратник Сталина — Л. П. Берия. И в голове у него зреет коварный план, касающийся жителей «настоящего» мира. Противостоять Берии — вот задача, которую ставят перед собой давно знакомые нам работники Института Экспертизы и их добровольные помощники из другого мира Егор и Людмила. «Операция „Гадюка“» — завершающий роман К. Булычева из цикла «Театр теней».